# Inocenc X.
Inocenc X. (6. května 1574 – 7. ledna 1655), narozen jako Giovanni Battista Pamphilj, byl papežem v letech 1644–1655.

## Život
Narodil se v Římě, pocházel z rodu spřízněného s Borgii (sám byl přímým potomkem papeže Alexandra VI.), roku 1604 byl jmenován kardinálem, posléze sloužil jako papežský nuncius v Neapoli a na španělském královském dvoře. Roku 1626 se stal titulárním patriarchou antiochijským. Po smrti Urbana VIII usilovala konkláve o volbu papeže, který by nebyl otevřeně profrancouzský ani prošpanělský. Giovanni Pamphili se zdál být vhodným kompromisem, a proto byl zvolen papežem. Zpočátku provozoval poměrně umírněný nepotismus. Velký vliv na něj měla donna Olimpia Maidalchini Pamphili, vdova po jeho zemřelém bratrovi Pamphilovi Pamphilim. Pověsti o tom, že by byla Inocencovou milenkou nebyly nikdy potvrzeny, v každém případě měla na svého švagra enormní vliv. Nejen, že ho přiměla jmenovat své syny Camillia a Francesca kardinály, ale také zneužívala svůj vliv na papeže k vlastnímu obohacení. Nechala se jmenovat kněžnou ze San Martina al Cimina. Také si u papeže prosadila opětovné povolení prostituce v Římě (jejíž provozování zde zakázal papež Pius V), z jejíchž výnosů sama profitovala.
Za jeho pontifikátu byl jakožto papežský architekt protežován Francesco Borromini na úkor Giana Lorenza Berniniho.
Od roku 1654 byl Inocenc X. vážně nemocný, sužovala ho dna a záněty kloubů, takže byl upoután na lůžko. Během Vánoc roku 1654 se jeho stav zhoršil a od dva týdny později, 7. ledna 1655, papež ve velkých bolestech zemřel.
Odsoudil jansenismus.